# Милош Анђелковић
Милош Анћелковић (Ниш, 1981) српски је телевизијски, гласовни и позоришни глумац.

## Биографија
Милош Анђелковић је рођен 1981. године у Нишу.
Глуму је уписао на Факултету драмских уметности у Београду у класи професора Предрага Бајчетића, 1999. године. Дипломирао је 2004. године представом „Флорентинска трагедија” Оскара Вајлда.
Од 2001. године игра на сценама београдских позоришта - Народно позориште: „Комендијаши”, „Милева Ајнштајн”, „Тишина трезних”, „Хамлет” и „Невјеста од вјетра”, у оквиру БЕЛЕФ-а у представама „Антоније и Клеопатра” и „Тринаест”, у Југословенском драмском позоришту у представама „Шума”, „Смрт” и „Тако је морало бити”. Био је ангажован и од стране Нишког народног позоришта, у представи „Бура“.
Са француском трупом: La Compagnie des Minuits је радио током 2003. и 2004. године на представи „Жорж Данден“ (Георге Дандин).
Био је ангажован од стране позоришта Кореја у Лећу (Италија) у коме је 2008. године играо у представи „Сан летње ноћи“.
Учествовао у пројекту Ане Софреновић у Позоришту на Теразијама. Пројекат се бавио истраживањем гласа, а резултовао је продукцијом представе Coda.
Члан је ансамбла Малог позоришта „Душко Радовић“.
Учествовао је у копродукцији Фестивала интернационалног студентског театра у оквиру којег је реализована продукција представе „Неограничене линије“ групе СКУТР из Прага.
Ангажован је за продукцију играно-документарне емисије „Дуго путовање“ о сликару Паји Јовановићу која се емитовала на РТС-у. 
Играо је у филму „Пљачка трећег Рајха“, а снимио је и неколико студентских краткометражних филмова. Ради и синхронизацију за цртане филмове на српски језик за студије Лаудворкс и Синкер медија.

## Филмографија
| Год.   | Назив                 | Улога                                                       |
| ------ | --------------------- | ----------------------------------------------------------- |
| 2000-е |                       |                                                             |
| 2004.  | Пљачка Трећег рајха   | Професор Димитријевић                                       |
| 2010-е |                       |                                                             |
| 2010.  | Мирис кише на Балкану | Данијелов болничар                                          |
| 2016.  |                       | KGB Agent 1                                                 |
| 2016.  | Андрија и Анђелка     | Радник на паркингу / Човек из Југа / Радник паркинг сервиса |
| 2018.  | Убице мог оца         | Адвокат Марић                                               |

## Представе у Малом позоришту „Душко Радовић“
„Миљаковац, то јест Нови Зеланд“, „Поп Ћира и поп Спира“, „Пинокио“, „Три прасета“, „Плави чуперак“, „Преваранти“, „Цар је го!“, „Бура“, „Моби Дик“, „Судбина једног Чарлија“ и „Велики одмор“.